# Leptophis diplotropis
Leptophis diplotropis är en ormart som beskrevs av Günther 1872. Leptophis diplotropis ingår i släktet Leptophis och familjen snokar. IUCN kategoriserar arten globalt som livskraftig.
Arten förekommer i södra och sydöstra Mexiko. Den hittas även på några tillhörande öar. Honor lägger ägg.

## Underarter
Arten delas in i följande underarter:
- L. d. diplotropis
- L. d. forreri